# سیارک ۱۵۶۸۷۹
سیارک ۱۵۶۸۷۹ (به انگلیسی: 156879 Elois، نامگذاری:2003EQ1) صد و پنجاه و شش هزار و هشتصد و هفتاد و نهمین سیارک کشف شده‌است که در ۴ مارس ۲۰۰۳ کشف شد.